# Rutana
Rutana ist eine Stadt im Süden von Burundi und  die Hauptstadt der Provinz Rutana. 

## Geografie
Im Norden grenzt sie an die Gemeinde Buraza, im Südwesten an die Gemeinde Gitanga, im Süden an die Gemeinde Bukemba, im Südosten an die Gemeinde Mpinga und Kayove, im Osten an die Gemeinden Giharo und Musongati und im Westen an die Gemeinde Rutovu.
Wenige Kilometer von Rutana entfernt liegen die Fabriken von Sosumo, einem staatlichen Unternehmen der Moso-Zuckerindustrie.
Die Stadt liegt westlich des Mount Kikizi, einer der höchsten Berge der Nation. Die Kagera Falls liegen ebenfalls in der Nähe der Stadt. Sie ist die Hauptstadt der Provinz Rutana, eine der 17 Provinzen von Burundi.

## Bevölkerung
Bei einer Volkszählung von 2012 wurden 23.654 Einwohner gezählt.

## Religion
Rutana ist der Sitz des katholischen Bistum Rutana, das am 17. Januar 2009 gegründet wurde.

## Galerie

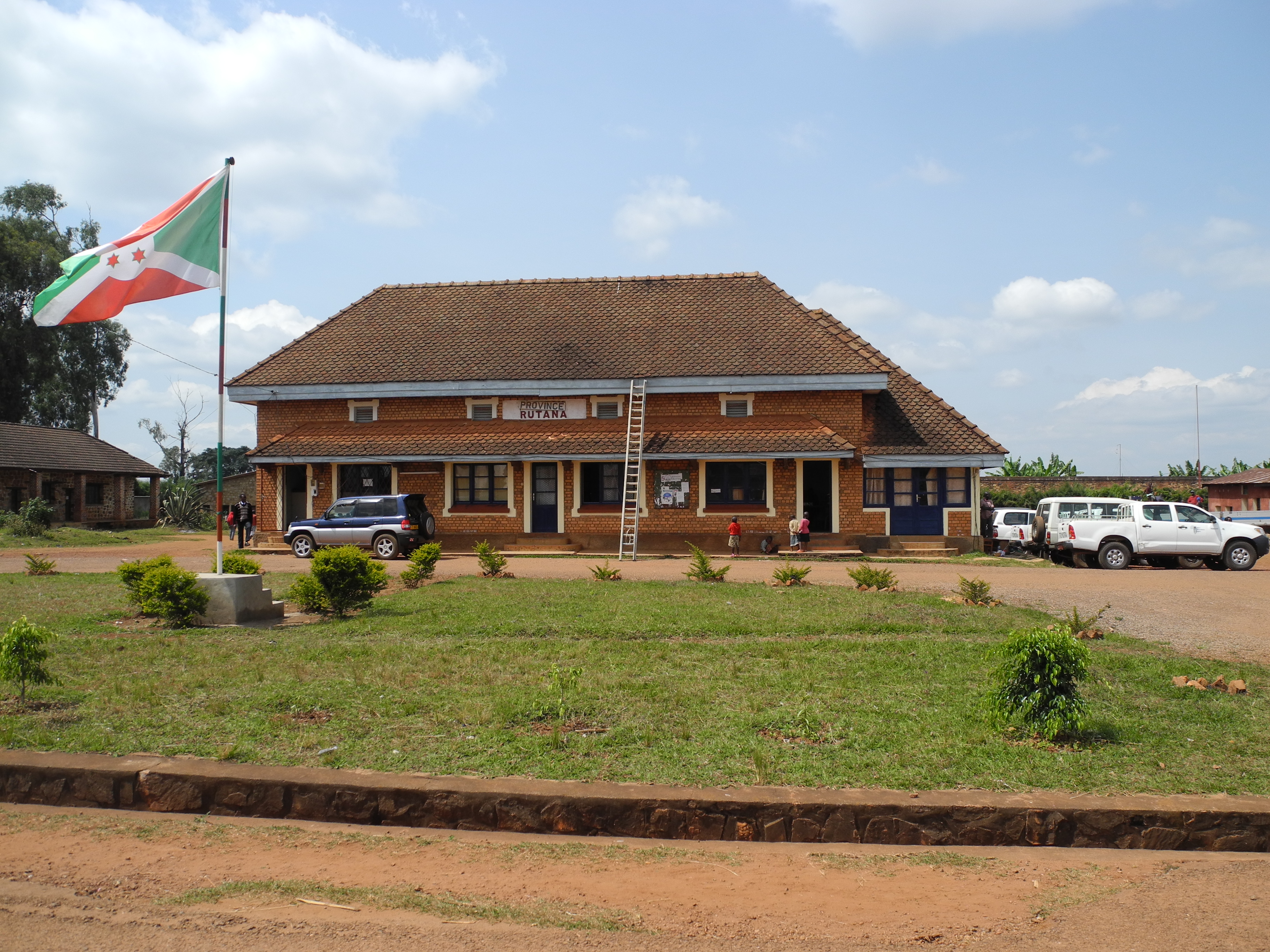
Rutana Gebäude für die Provinzverwaltung
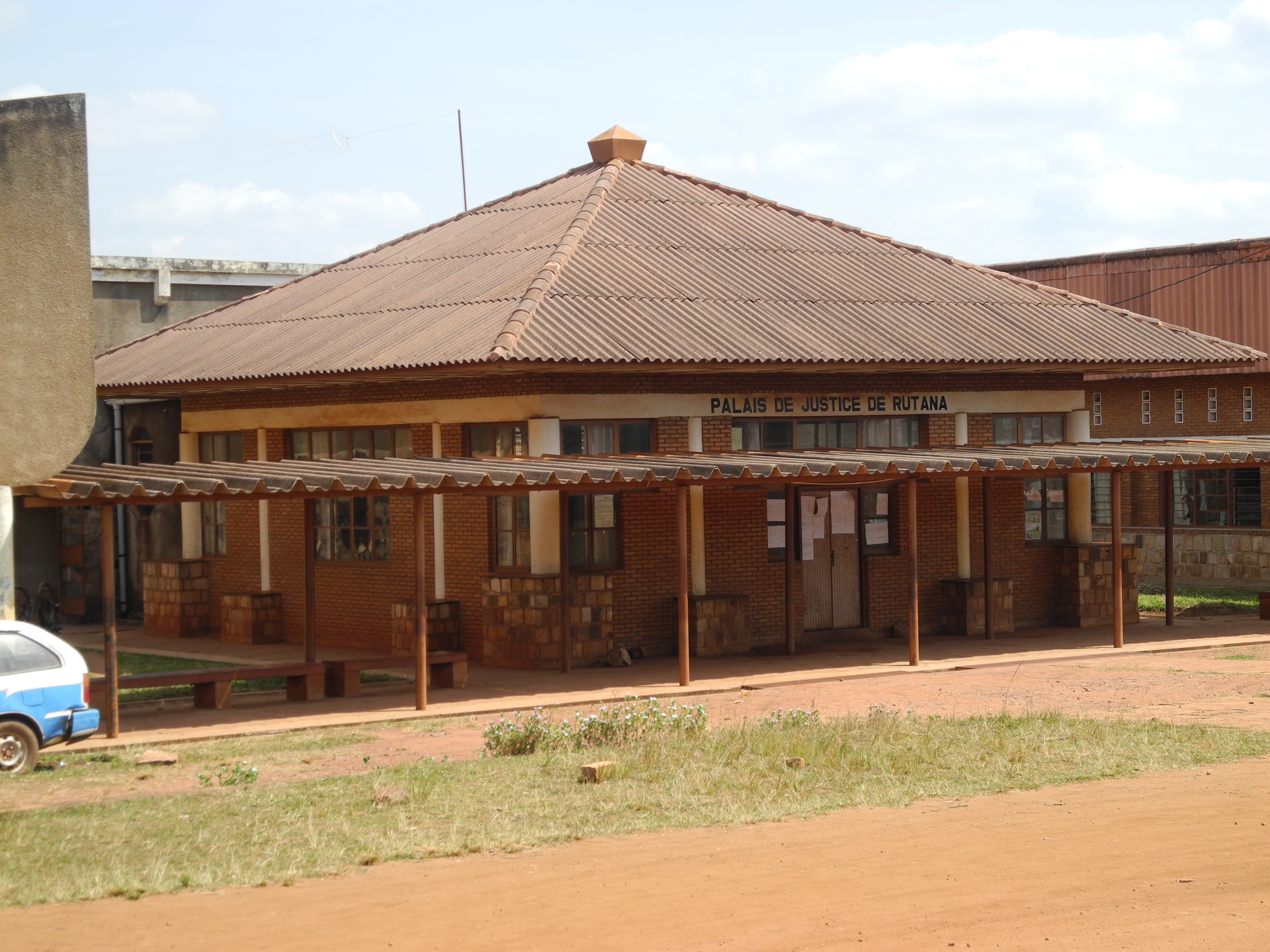
Gerichtsgebäude von Rutana
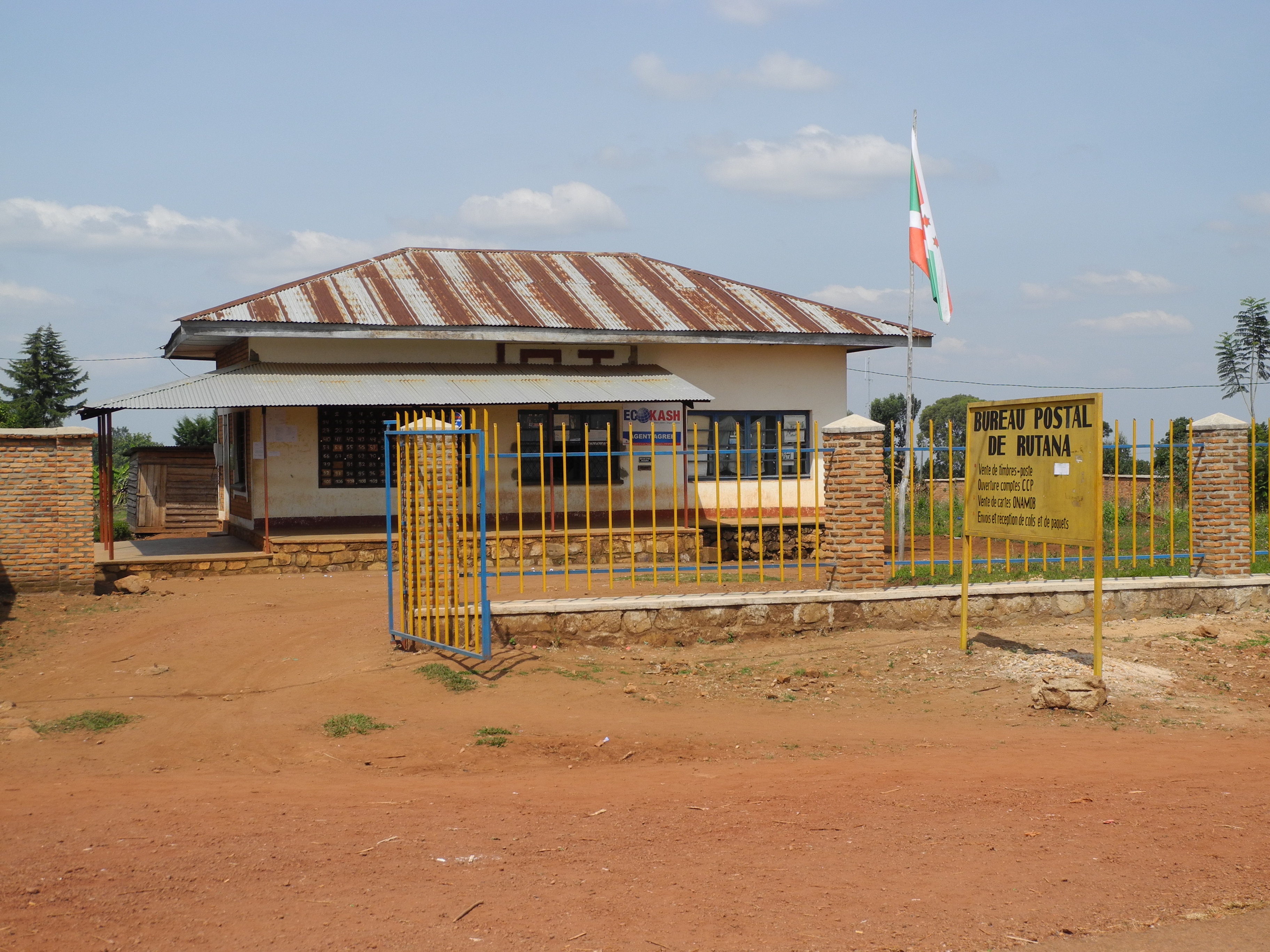
Postamt Rutana